# Holm (Sundsvall)
Holm is een plaats in de gemeente Sundsvall in het landschap Medelpad en de provincie Västernorrlands län in Zweden. De plaats heeft 153 inwoners (2005) en een oppervlakte van 46 hectare. De plaats ligt aan het meer Holmsjön, ongeveer 50 kilometer ten westen van de stad Sundsvall.